# Lee Wallace (színművész)
Lee Wallace, született Leo Melis (New York-Brooklyn, 1930. július 15. – New York, 2020. december 20.) amerikai színész.

## Fontosabb filmjei
Mozifilmek
- Klute (1971)
- A nagy balfogás (The Hot Rock) (1972)
- Hajsza a föld alatt (The Taking of Pelham One Two Three) (1974)
- The Happy Hooker (1975)
- Diary of the Dead (1976)
- New York foglyai (Thieves) (1977)
- Benjamin közlegény (Private Benjamin) (1980)
- War and Love (1985)
- Batman – A denevérember (Batman) (1989)
- Lestrapált emberek (Used People) (1992)

Tv-sorozatok
- Kojak (1977, egy epizódban)
- Mrs. Columbo (1979, két epizódban)
- Esküdt ellenségek (Law & Order) (1992, egy epizódban)